# Naturpark Harz (Niedersachsen)
Naturpark Harz (Niedersachsen) ligger i landkreisene Goslar og Göttingen (ex Osterode am Harz) i den sydøstlige del af den tyske delstat Niedersachsen. Naturparken ligger i Mittelgebirgeområdet Harzen og blev grundlagt i 1960. Den har et areal på omkring 790 km², og administreres af Regionalverband Harz.
Naturparken rummer Oberharz uden de niedersachsiske dele af Nationalpark Harzen. Dens øst- og sydøstgrænse er en del af Grünes Band Deutschland (Det grønne bånd i Tyskland) der følger den tidligere grænse mellem Øst- og Vesttyskland (Jerntæppet). Den er med nationalparken forbundet med Naturpark Harz/Sachsen-Anhalt mod øst og Naturpark Südharz mod sydøst, hvorved hele Harzen er et stort naturreservat (Großschutzgebiet).
Harzen, og dermed naturparken er præget af en artsrig flora og fauna med udstrakte skove, til dels med opdyrkede højsletter, dybe dale med vilde flodløb og vandfald, opstemmede søer og reservoirer. Harzen er også et vintersports- og vandreområde.
Højeste punkt i Naturpark Harz (Niedersachsen) er Wurmberg der er 971,2 moh.